# Cyryl (Kowaczew)
Cyryl, imię świeckie Bogomił Petrow Kowaczew (ur. 8 czerwca 1954 w Carew brod, zm. 9 lipca 2013 w Warnie) – biskup Bułgarskiego Kościoła Prawosławnego.

## Życiorys
Był piątym dzieckiem Petyra i Iwanki Kowaczewów. Po śmierci męża jego matka została mniszką. Wychowywał się w Plisce, w 1968 rozpoczął naukę w seminarium duchownym w Sofii. 21 lipca 1971 lub 1972 złożył wieczyste śluby mnisze, przyjmując imię zakonne Cyryl. 17 grudnia 1972 został wyświęcony na hierodiakona. W 1974 ukończył naukę i wstąpił jako posłusznik do Monasteru Rilskiego. Musiał jednak odejść z klasztoru w celu odbycia służby wojskowej. Na kapłana wyświęcił go 14 listopada 1976 biskup branicki Gerazym.
25 grudnia 1980 otrzymał godność archimandryty i objął obowiązki protosyngla metropolii sliweńskiej. W latach 1976–1979 studiował teologię na uniwersytecie w Atenach. Dyplom końcowy uzyskał na Sofijskiej Akademii Duchownej, po czym kontynuował studia na Moskiewskiej Akademii Duchownej. Swoją dysertację kandydacką poświęcił udziałowi Rosyjskiego Kościoła Prawosławnego w walce o wyzwolenie narodowe Bułgarów w XIX w..
W latach 1981–1986 był oficjalnym przedstawicielem Patriarchatu Bułgarskiego przy Rosyjskim Kościele Prawosławnym. Następnie przez rok był przełożonym Monasteru Trojańskiego. Od 1987 był sekretarzem Świętego Synodu Bułgarskiego Kościoła Prawosławnego.
26 czerwca 1988 miała miejsce jego chirotonia na biskupa stobijskiego. W 1989 objął urząd metropolity warneńskiego i wielkopresławskiego. Od 1994 był przewodniczącym Bułgarskiej Rady Ekumenicznej.
Był zwolennikiem wprowadzenia obowiązkowych kwot zapewniających udział duchowieństwa w pracach parlamentu Bułgarii oraz w radach miejskich.
9 grudnia 2011 zwrócił się do Synodu Bułgarskiego Kościoła Prawosławnego z prośbą o przeniesienie w stan spoczynku. Swoją prośbę umotywował niezadowoleniem z ostatnich działań Synodu. Jak podkreślały media prawosławne, do złożenia rezygnacji doszło wkrótce po tym, gdy skandal w Bułgarii wywołał fakt publicznego pokazania się metropolity Cyryla w samochodzie Lincoln MKZ. Metropolita nie odszedł jednak z urzędu.
W styczniu 2012 komisja badająca archiwa tajnych służb komunistycznej Bułgarii podała, że Cyryl (Kowaczew) był agentem KDS o pseudonimie Władisław.
Po śmierci patriarchy bułgarskiego Maksyma w listopadzie 2012 został locum tenens Bułgarskiego Kościoła Prawosławnego oraz locum tenens metropolii sofijskiej. Pełnienie tych obowiązków zakończył po wyborze nowego patriarchy, Neofita, 24 lutego 2013.
W dniu 9 lipca 2013 został znaleziony martwy na plaży niedaleko Warny. Przyczyną śmierci było utonięcie.